# Pierre Lhomme
Pierre Lhomme (Boulogne-Billancourt, 1930. április 5. – Arles, 2019. július 4.) francia operatőr.

## Filmjei
- Párbaj a szigeten (Le combat dans l'île) (1962)
- Szép május (Le joli mai) (1963, dokumentumfilm)
- Élet a kastélyban (La vie de château) (1966)
- Szívkirály (Le roi de coeur) (1966)
- Szívdobbanás (La chamade) (1968)
- Árnyékhadsereg (L'armée des ombres) (1969)
- Egy álmodozó négy éjszakája (Quatre nuits d'un rêveur) (1971)
- Valaki az ajtó mögött (Quelqu'un derrière la porte) (1971)
- Kakaskodó kakasfogó (La coqueluche) (1971)
- A vénlány (La vieille fille) (1972)
- A mama és a kurva (La maman et la putain) (1973)
- Kétbalkezes jóakaró (Je sais rien, mais je dirai tout) (1973)
- Sweet Movie (1974)
- Az orchidea húsa (La chair de l'orchidée) (1975)
- Vadember (Le sauvage) (1975)
- Kvartett (Quartet) (1981)
- Csupa tűz, csupa láng (Tout feu tout flamme) (1982)
- Végzetes kaland (Mortelle randonnée) (1983)
- A nagy karnevál (Le grand carnaval) (1983)
- Cyrano de Bergerac (1990)
- Toxikus botrány (Toxic Affair) (1993)
- Jefferson Párizsban (Jefferson in Paris) (1995)
- Az én pasim (Mon homme) (1996)
- Életrabló (Voleur de vie) (1998)
- A házvezetőnő (Cotton Mary) (1999)
- Válás francia módra (Le divorce) (2003)

## Díjai
- BAFTA-díj (1992, a Cyrano de Bergerac című filmért)